# Vélodrome Dunc Gray
Le vélodrome Dunc Gray est un vélodrome couvert inauguré en 1999 et situé à Bass Hill, banlieue de la Ville de Bankstown, au sud-ouest de Sydney, en Australie. Il a été construit dans le cadre des Jeux olympiques d'été de 2000, afin d'y accueillir les épreuves de cyclisme sur piste. Il est baptisé du nom d'Edgar Gray, dit Dunc Gray, cycliste australien et premier médaillé d'or olympique dans l'histoire du cyclisme australien. 
Sa piste, en bois, fait 250 mètres de longueur pour 7 mètres de largeur. Ses virages sont inclinés à 42 degrés. Le vélodrome a une capacité de 3 150 spectateurs.